# Kenta Tanno
Kenta Tanno (født 30. august 1986) er en japansk fodboldspiller, som spiller for den japanske fodboldklub Cerezo Osaka.